# ALS Association
ALS Association, kurz ALSA, ist eine 1985 gegründete US-amerikanische Non-Profit-Hilfsorganisation im Kampf gegen Amyotrophe Lateralsklerose.

## Ziel
Ziel der Organisation ist es, Geld für Forschung und Patientenunterstützung aufzubringen, das Bewusstsein für diese Krankheit zu fördern und sich auf Staaten- und Bundesebene für Belange und Interessen von Patienten mit amyotrophen Lateralsklerose (ALS) (auch als Lou-Gehrig-Syndrom bekannt) einzusetzen.
Die Association ist in einzelnen Chaptern nach geographischen Gesichtspunkten in den Vereinigten Staaten aufgegliedert, die alle einer nationalen Dachorganisation unterstehen. Jedes einzelne Chapter ist autonom, wobei sich einige kleinere Chapter stark an die Dachorganisation angegliedert haben. Die Chapter bieten Bildung, Beratung und wesentliche Unterstützung für ALS-Patienten, ihre Familien und Betreuer, während die nationale Organisation generell Forschung und Bewusstseinsbildung übergreifend unterstützt.

## Forschung
Die Vereinigung betreibt ALS-Forschung durch:
- Finanzierung von nationalen und internationalen Forschungsprogrammen bis zur klinischen Forschung
- Die Organisation von wissenschaftlichen Workshops, um die wissenschaftliche Zusammenarbeit zu fördern und neue Wissenschaftler für ALS zu engagieren und
- Schnelle Überführung der Erkenntnisse klinischer Studien zum Nutzen der ALS-Patienten.

Zweimal jährlich lädt die Gesellschaft Forscher ein, um neue Behandlungsvorschläge zu prüfen.
Die Vereinigung vergibt mehrjährige Stipendien sowie ein jährliches Post-Promotions-Stipendium. Zum gegebenen Zeitpunkt gibt es etwa 100 vom Verband geförderten Forschungsstudien.
Die ALS Association initiiert auch wissenschaftliche Studien durch eigenes initiiertes Forschungsprogramm, das im Jahr 2000 ins Leben gerufen wurde.
Forschungsleiterin ist seit 2001 die Medizinerin und Biochemikerin Lucie Bruijn.

## Ice Bucket Challenge
Die Ice Bucket Challenge (deutsch: Eiskübel-Herausforderung) ist eine Kampagne der ALSA um das Bewusstsein für die Krankheit zu erhöhen. Die Teilnehmer werden mit einem großen Eimer mit Eis und Wasser übergossen, posten ein Video davon auf sozialen Netzwerken und nominieren jemanden anderen, das Gleiche innerhalb von 24 Stunden zu wiederholen und/oder eine Spende an die ALSA zu senden.
An der Challenge haben sich mittlerweile weltweit mehrere tausend Menschen beteiligt, u. a. die Two and a Half Men-Stars Ashton Kutcher und Jon Cryer, die Big Bang Theory-Stars Kaley Cuoco, Mayim Bialik und Jim Parsons, Künstler wie Lady Gaga, Justin Timberlake, Eva Longoria und Jennifer Lopez, aber auch Sportler wie Mario Götze, Sabine Lisicki, LeBron James und Cristiano Ronaldo neben vielen anderen wie Bill Gates oder Mark Zuckerberg.
Bis Ende August 2014 betrugen die Einnahmen der Aktion mehr als 70,2 Millionen US-Dollar gegenüber 2,1 Millionen US-Dollar im Vorjahr. Zusätzlich dazu verzeichnete die ALSA mehr als 1,3 Millionen neue Spender.
Corey Griffin (1986–2014), Ex-Manager des US-Finanzinvestors Bain Capital und Miterfinder der Kampagne, kam am 16. August 2014 bei einem Tauchunfall auf der Insel Nantucket ums Leben.

## Kritik

### Tierversuche
Nach Ansicht der Vereinigung Ärzte gegen Tierversuche führt die ALS Association grausame und sinnlose Tierversuche durch. Im Zusammenhang mit der Ice Bucket Challenge forderte sie ALSA auf, umgehend die Forschung an Tieren zu beenden und die eingegangenen Spendengelder stattdessen für tierversuchsfreie Tests mit menschlichen Zellen, Computersimulationen oder Biochips zu verwenden.

### Verwendung der Spendengelder und Vergütungshöhe des Managements
In deutschsprachigen Medien wurde kritisiert, dass die Association einen für deutsche Verhältnisse hohen Anteil an Verwaltungskosten und einen relativ geringen Anteil der Spendengelder in die Forschung einbringe. So erhielt allein die Präsidentin Jane H. Gilbert ein Jahresgehalt von 339.475 Dollar (257.526 Euro).